# Liste de personnalités liées à Arlon
Ils sont d'Arlon ou ont marqué la ville de leur influence.

## Personnes nées à Arlon

### Autorités civiles - Militaires - Religieux

#### Gouvernants, hommes et femmes politiques
- Célestin Bergh (1791-1861), industriel et homme politique belge francophone
- Victor de Tornaco (1805-1875), homme politique luxembourgeois
- Camille Ozeray (1855-1938), homme politique belge francophone
- Émile Massard (1857-1932), journaliste et homme politique français
- Georges Barnich (1876-1948), homme politique belge francophone
- Alfred Bertrang (1880-1962), historien et homme politique belge francophone
- Jean Lekeux (1894-1961), homme politique belge francophone
- André Zumkir (1923-), historien et homme politique belge francophone
- Martine Dardenne (1946-), femme politique belge francophone
- Josy Arens (1952-), homme politique belge francophone
- André Perpète (1956-), homme politique belge francophone
- Herbert Grommes (1965-), homme politique belge germanophone
- Isabelle Poncelet (1967-), femme politique belge francophone
- Véronique Biordi-Taddei (1968-), femme politique belge francophone
- Mélissa Hanus (1992-), femme politique belge francophone

#### Militaires, résistants
- Jean-Gaspard de La Rosée (1710–1795), général bavarois
- Charles-Marie de Braconnier (1849–1917), militaire belge
- Camille-Jean Joset (1912–1992), prêtre jésuite, résistant, historien et professeur belge
- André Schlim (1926-1999), de Waltzing, chevalier, vice-amiral aviateur

#### Religieux
- François de Busleyden (1455–1502), ecclésiastique luxembourgeois
- Jérôme de Busleyden (1470–1517), mécène et un humaniste luxembourgeois
- Georges Eyschen (1592–1664), ecclésiastique
- Martial Lekeux (1884–1662), prêtre franciscain et écrivain belge francophone
- Julien Ries (1920–2013), cardinal belge francophone
- Dominique Mathieu (1963-), cardinal et missionnaire belge, archevêque de Téhéran-Ispahan

## Société civile et autres
- Jeanne Kesseler (1891-1977), féministe, née à Arlon

## Arts décoratifs et figuratifs

### Architecture - Urbanisme
- René Greisch (1929-2000), architecte belge

### Sculpture
- Roger Jacob (1924-1975), sculpteur belge

### Dessin, gravure et peinture
- Lucien Bidaine (1908-1996), peintre belge
- Bellor (1911-2000), peintre belge
- Paul Antoine (1922-2010), peintre et graveur belge
- Camille Nicolas Lambert (1874-1964), peintre belge
- Albert De Villeroux (1934-2011), peintre belge

## Arts vivants

### Musique classique
- Émile Wambach (1854-1924), compositeur, chef d'orchestre, violoniste et pianiste belge

### Musique actuelle
- Jean-Luc Fonck (1957-), auteur-compositeur-interprète
- Hélène Bernardy (1968-), chanteuse lyrique belge
- David Bartholomé (1973-), chanteur belge
- Inimikall (2004-), groupe belge
- The Straws (2005-2012), groupe belge

## Lettres

### Archéologie - Histoire
- Godefroid Kurth (1847-1916), historien belge
- Jean-Marie Triffaux (1962-), historien belge
- David Colling (1983-), historien belgo-luxembourgeois

### Littérature
- Barthélemy Latomus (1485-1566), érudit rhénan
- Camille Cerf (1862-1936), journaliste et cadreur belge
- Marie-Thérèse Bodart (1909-1981), romancière, essayiste et dramaturge belge
- Thierry Coljon (1959-), journaliste et écrivain belge

### Poésie
- Frédéric Kiesel (1923–2007), poète, écrivain et journaliste belge

## Arts audio-visuels

### Cinéma
- Benoît Lamy (1945-2008), scénariste, réalisateur et producteur belge
- Roland Lambé (1956-), scénariste, réalisateur et producteur belge

### Télévision - Radio
- Michaël Erpelding (1981-), acteur belge
- Philippe Goffin (1953-), animateur et journaliste belge
- Caroline Fontenoy (1979-), journaliste et présentatrice de journal télévisé belge

### Photographie
- Charles Gaspar (1871-1950), photographe belge

## Sciences

### Médecine
- Jean Hollenfeltz (1898–1944), médecin belge et président provincial de la Croix-Rouge de Belgique
- Émile-Hippolyte Betz (1919–2012), professeur, doyen de la faculté de Médecine et recteur de l'université de Liège

## Sports

### Basket, volley-ball
- Xavier-Robert François (1994–), basketteur belge

### Football
- Anthony Moris (1990–), footballeur belgo-luxembourgeois
- Timothy Castagne (1995–), footballeur belge
- Mathieu Cachbach (2001–), footballeur belge
- Valentin Guillaume (2001–), footballeur belge

### Natation
- Ingrid Lempereur, nageuse belge